# Spisak protivbrodskih raketa
Ovo je lista protivbrodskih raketa.

## Drugi svetski rat
- BHT-38 –  Francuska
- Ruhrstahl/Kramer SD 1400 X (Fritz X) —  Nacistička Nemačka
- Henschel Hs 293 —  Nacistička Nemačka
- Henschel Hs 294 —  Nacistička Nemačka
- Blohm & Voss BV 143 —  Nacistička Nemačka (prototip)
- Blohm + Voss BV 246 (Hagelkorn) —  Nacistička Nemačka (prototip)
- Igo –  Japansko carstvo
- Ohka je upravljao samoubilačkim projektilom;–  Japansko carstvo
- Bat –  SAD Korišćen u borbi samo jednom.

## Azija

### Indija
- BrahMos – Supersonična krstareća raketa (domet od 650 km) koju su zajednički razvile Indija i Rusija.
- Nirbhay – Protivbrodska krstareća raketa dometa od 1.000—1.500 km (620—930 mi) brzinom od 0,7 do 0,9 maha (u razvoju)
- BrahMos-NG  – Minijaturizovana verzija Brahmosa. (u razvoju)
- BrahMos-II  - Hipersonična krstareća raketa od 7 maha (domet 1.000 km (620 mi)). (u razvoju)
- Dhanush – Sistem koji se sastoji od stabilizacijske platforme i projektila, koji ima mogućnost lansiranja.
- Agni-P  - Može se razviti i u protivbrodsku balističku raketu i "ubicu nosača aviona".
- NASM-SR – DRDO pomorska protivbrodska raketa kratkog dometa (domet 55 km (34 mi) i više) za helikoptere. (U razvoju)

### Indonezija
- RN01-SS, protivbrodska i kopnena raketa, trenutno u razvoju.

### Iran
- Ra'ad – Autohtono razvijena protivbrodska raketa dugog dometa zasnovana na HI-2 Silkvorm.
- Noor – Nadograđena kopija kineske rakete C-802.
- Tondar – Unapređena kopija kineskog C-801. Slično Nooru, ali ga pokreće čvrsti raketni motor sa pojačivačem (busterom) i domet rakete je od 50 km (31 mi).
- Thaqeb – Slično Nooru, modifikovano za lansiranje sa podmornica.
- Nasr – Nekoliko verzija raketa zasnovanih na TL-6, C-704 i C-705.
- Kowsar 1/2/3 – Nekoliko verzija raketa baziranih na kineskim C-701, TL-10 i C-704.
- Fajre Darya – Kopija rakete Sea Killer II.
- Zafar (raketa) - (protivbrodska raketa)
- Persian Gulf (Khalij Fars) – Protivbrodska balistička raketa bazirana na Fateh-110.
- Qader – Iranska protivbrodska krstareća raketa dometa preko 200 km (120 mi).
- Ghader (raketa) [1]

### Irak
- Al Salah-Ad-Din

### Izrael
- Gabriel (missile) - proizveo Israel Aircraft Industries (IAI)
- Luz (missile)
- Naval Spike
- Sea Breaker

### Japan
- Raketa tipa 80 vazduh-brod (ASM-1)
- Raketa zemlja-brod tipa 88 (SSM-1)
- Raketa tipa 90 brod-brod (SSM-1B)
- Raketa tipa 91 vazduh-brod (ASM-1C)
- Raketa tipa 93 vazduh-brod (ASM-2)
- Raketa zemlja-brod tipa 12
- XASM-3

### Severna Koreja
- Kh-35 KN-09 (KN-09), KN-19 Kumsong 3 / Geumsong (Venus) na kopnu i obali.
- P-15 KN-1 Ks1 Gs1
- Silkworm KN-1
- P-15 Termit KN-1
- P-35 GeumSeong 2
- Silkworm (missile)
- C-802
- C-602

### Pakistan
- Zarb – podzvučna protivbrodska krstareća raketa.
- Hatf-VIII (Ra'ad) – Protivbrodska krstareća raketa lansirana iz vazduha.
- Babur – Krstareća raketa za kopnene ciljeve, a takođe napravljena je i verzija protivbrodske rakete.
- Harbah (raketa) [2][3][4] — Protivbrodska krstareća raketa sa mogućnošću napada na kopnene ciljeve.

### Kina
- SY-1 (SS-N-2 Styx) – Shang You 1 je kineska kopija sovjetske rakete P-15 Stik brod-brod, prvobitno proizvedene 1960-ih po licenci sa kompletima koje je isporučio Sovjetski Savez. Nakon kinesko-sovjetskog raskola, proizvodnja je nastavljena sa komponentama kineske proizvodnje.[5]
  - SY-1A – Poboljšana raketa SY-1 sa monopulsnim terminalnim radarom za navođenje.
- SY-2 (CSS-N-5 Sabot) – Takođe poznata kao Fei Long 2, radarski vođen projektil brod-brod proizveden 1990-ih kao zamena za SY-1. Slično kao SY-1 po veličini, SY-2 se može lansirati iz postojećih SY-1 lansera.[6]
  - SY-2A – Verzija proširenog dometa SY-2 sa novim turbomlaznim motorom i GPS navođenjem, može se lansirati i iz vazduha kao protivbrodska raketa.
  - SY-2B – Poboljšana protivbrodska raketa SY-2A sa nadzvučnom brzinom i letom na niskom nivou.
  - FL-7 – verzija SY-2 raketa zemlja-brod, samo za izvoz
- HY-1 (CSS-N-1 & CSS-N-2 Silkworm) – The Hai Ying 1 je protivbrodska raketa ali nije proširenog dometa, a zasnovana na dizajnu SY-1.[7]
  - HY-1J – verzija rakete brod-brod - HY-1
  - HY-1JA – Poboljšan HY-1J sa novim radarom i boljim ECM i dometom
  - HY-1A – verzija HI-1JA zemlja-brod
  - HY-1B – Dron meta za HQ-2A SAM
  - HJ-1YB – Dron meta za HQ-61 SAM
  - YJ-1 – Takođe poznat kao C-101, nadogradnja na HY-1 na ramjet pogon. YJ-1 nikada nije ušao u proizvodnju, ali je motor korišćen u HY-3.
- Silkworm raketa
- HY-2 (CSS-C-3 Seersucker) – Takođe poznat kao C-201, Hai Ying 2 je raketa zemlja-brod razvijena od HY-1.[8] Generalno se smatra zastarelim, nije napravljena nijedna verzija rakete brod-brod. 
  - HY-2A – IR verzija vođene rakete HY-2.
  - HY-2AII – Poboljšana verzija HY-2A.
  - HY-2B – Poboljšani HIY-2 sa monopulsnim radarskim tragačem.
  - HY-2BII – Poboljšan HY-2B sa novim radarskim tragačem.
  - C-201W – Verzija proširenog dometa HY-2 sa turbomlaznim motorom, samo za izvoz.
- HY-3 (CSS-C-6 Sawhorse) – Takođe poznat kao C-301, HY-3 je aktivna radarska raketa zemlja-brod sa ramjet motorom. Razvijen 1980-ih na bazi HY-2 i YJ-1 tehnologije.[9]
- HY-4 (CSS-C-7 Sadsack) – verzija HY-2 sa turbomlaznim pogonom, HY-4 je raketa zemlja-brod sa monopulsnim radarom.[10]
  - XW-41 – Verzija HY-4 raketa brod-vazduh u razvoju.
- YJ-6 (CAS-1 Kraken) – Takođe poznat kao protivbrodska raketa C-601, razvijena iz HY-2 1980-ih.[11]
- TL-6 – Protivbrodska raketa dizajnirana za gađanje mornaričkih brodova deplasmana do 1.000 t (2.200.000 lb).
- TL-10 – Lagana protivbrodska raketa dizajnirana za gađanje mornaričkih brodova deplasmana do 800 t (1.800.000 lb).
- YJ-62 – Yingji 62 je podzvučna protivbrodska krstareća raketa velikog dometa (400 km (250 mi)).[12]
- YJ-7 – Poznata i kao C-701, Ying Ji 7 je laka protivbrodska raketa razvijena 1990-ih. Ova raketa se može lansirati sa kopna, vazduha ili mora, uz TV, IC sliku i uz radarsko navođenje u milimetarskom dijapazonu. Međutim, ovo je laka protivbrodska raketa sa samo 29 kg (64 lb) bojeve glave i dometom od 15—20 km (9,3—12,4 mi), i nije prihvaćena od strane PLAN-a za protivbrodske uloge, ali se umesto toga generalno koristi kao projektil vazduh-zemlja.[13]
- C-704 – Protivbrodska raketa dizajnirana da gađa brodove deplasmana između 1.000—4.000 t (2.200.000—8.800.000 lb).
- C-705
- C-801
- C-802 (CSS-N-4 Sardine) – Protivbrodske rakete serije Yingji 8 poznate su i kao C-80X. Za razliku od prethodnih raketa, serija YJ-8 je razvijena na osnovu zapadnih dizajnerskih koncepata, a ne originalnog sovjetskog Stika. YJ-8 je sličniji protivbrodskoj raketi francuske proizvodnje Exocet.[14] YJ-8 se može lansirati sa mora, kopna, vazduha, pa čak i podmornica.[14]
  - YJ-8A (C-801A) – YJ-82 sa preklopljenim krilima.
  - YJ-8K (C-801K) – Verzija protivbrodske rakete YJ-8 lansirana iz vazduha.[15]
  - YJ-8Q (C-801Q) – Verzija YJ-8 lansirana sa podmornica.
  - YJ-82 (CSS-N-8 Saccade) – Takođe poznata kao C-802, raketa zemlja-brod proširenog dometa (120 km (75 mi)).
  - YJ-82A (C-802A) – Poboljšani YJ-82 predstavljena na DSEI-u 2005. godine, sa objavljenim dometom od 180 km (110 mi).
  - YJ-82K (C-802K) – Verzija YJ-82 lansirana iz vazduha.[16]
  - YJ-83 (C-803) – Supersonična verzija YJ-82 sa proširenim dometom razvijena sredinom 1990-ih.

- - YJ-83K (C-803K) – verzija YJ-83 lansirana iz vazduha.
  - YJ-85 (C-805) – Verzija krstareće rakete za kopnene ciljeve (LACM) u razvoju
- YJ-12
- YJ-18
- YJ-100
- DH-10 – Krstareća raketa koja može da nosi širok spektar bojevih glava, uključujući nuklearno i EMP oružje.
- YJ-91
- HN-1 – Hong Niao-1 krstareća raketa
- HN-2 – Hong Niao-2 krstareća raketa
- HN-3 – Hong Niao-3 krstareća raketa
- HN-2000 - Hong Niao-2000 krstareća raketa
- CX-1 - Raketni sistemi
- CJ-1 ASM

### Tajvan (Kineska nepriznata država)
- Hsiung Feng I – Brave Wind I je podzvučna raketa brod-brod koji je razvio CIST 1970-ih, za koji se kaže da je baziran na izraelskoj verziji rakete Gabriel.
- Hsiung Feng II – Brave Wind II je podzvučna raketa sa verzijama brod-brod, zemlja-brod i vazduh-brod. To nije poboljšana verzija HF-I, već novi dizajn.
- Hsiung Feng III – Brave Wind III je najsavremenija supersonična raketa brzine (2-3 Maha) dugog dometa, u verziji brod-brod, koju je razvio CIST.[17][18]

### Južna Koreja
- SSM-700K Haeseong

### Turska
- Atmaca – Atmaca je precizna udarna protivbrodska krstareća raketa dugog dometa za sve vremenske prilike koju je razvila turska kompan broda.
- SOM - SOM je moderna, autonomna krstareća raketa visoke preciznosti sa niskom vidljivošću, sa mogućnošću gađanja broda.

## Evropa

### Zajednički razvoj
- Kormoran 2 – Nemačka/Francuska; Koristi se na avionu Tornado IDS (INS i radarsko navođenje).
- IDAS – Nemačka/Norveška/Turska; Napravio Diehl / HDV / Kongsberg / Nammo / ROKETSAN (raketa lansirana sa podmornica, takođe protiv vazdušnih i kopnenih ciljeva).
- Teseo/Otomat/Milas – Izvorno italijansko/francuska; Napravio Otomelara, sada zajednički Evropski projekat; Napravio MBDA
- Martel – Velika Britanija/Francuska; Napravio BAe / Matra ( varijante radara i video navođenja ).
- Perseus – Nova raketa koju razvija MBDA za Kraljevsku mornaricu i Francusku mornaricu.
- Rb 08 – Švedska/Francuska; Napravio Saab.
- RBS-15 Mk. III  – Izvorno Švedska; Napravio Saab Bofors Dinamics, sada zajednička Nemačko-Švedska, takođe proizvodi Diehl BGT Defence ( takođe korišćena raketa za kopneni napad ).

### Francuska
- Exocet – Francuska; Napravio Aerospatiale, sada MBDA.
  - Exocet MM38 — kopneni lanser.
  - Exocet AM39 — raketa lansirana iz vazduha
  - Exocet SM39 — lansirana sa podmornice
  - Exocet MM40 — kopneni lanser.
- ANL — ( A nti- N avire L eger) – Francuska; Protivbrodska raketa u razvoju
- ARMAT – Francuska; Napravilo preduzeće Matra.
- AS.12 – Francuska; Napravio Aerospatiale / Nord Aviation ( vizuelno navođenje, SACLOS kontrolisan žicom )
- AS.15 – Francuska; Izgradio Aerospatiale
- Malafon – Francuska; Napravio Latecoere
- Malaface – Francuska; Napravio Latecoere
- MMP – Francuska; Napravio MBDA

### Italija
- Sea Killer/Marte – Italija; Napravio MBDA

### Norveška
- AGM-119 Penguin – Norveška; Napravio Kongsberg Defense & Aerospace (KDA) ( infracrveno navođenje )
- Naval Strike Missile (NSM) – Norveška; Napravio KDA ( infracrveno snimanje )

### Srbija
- ALAS (raketa)

### Švedska
- RBS15; — Proizvodi Saab Bofors Dinamics, sada takođe zajednička Nemačka-Švedska, proizvodi Diehl BGT Defense
- RB 04; — Napravio Saab AB (istorijska upotreba)

### Ukrajina
- R-360 Neptune

### Velika Britanija
- Sea Eagle – Ujedinjeno Kraljevstvo; Napravio BAe
- Sea Skua – Ujedinjeno Kraljevstvo; Napravio BAe
- SPEAR 3 – Ujedinjeno Kraljevstvo; Napravio MBDA

### SSSR / Rusija
(Navedeno po zvaničnom sovjetskom /ruskom nazivu, praćeno oznakom GRAU i nazivom izveštaja NATO-a u zagradi.)
- 10Kh — 14KhK1 14Kh 18Kh 15kh 17kh
- KSShch
- KS-1 Komet
- K-10S
- KSR-5
- P-1 — (GRAU: 4K32, NATO: SS-N-1 Scrubber)
- P-5 — (GRAU: 4K34, NATO: SS-N-3 Sepal/Shaddock)
- P-15 Termit — (GRAU: 4K40, NATO: SS-N-2 Styx)
- P-70 Ametist — (GRAU: 4K66, NATO: SS-N-7 Starbright)
- P-80 Zubr — (NATO: SS-N-22 Sunburn)
- P-120 Malakhit — (GRAU: 4K85, NATO: SS-N-9 Siren)
- P-270 Moskit — (GRAU: 3M80, NATO: SS-N-22 Sunburn)
- P-500 Bazalt — (GRAU: 4K80, NATO: SS-N-12 Sandbox)
- P-700 Granit — (GRAU: 3M45, NATO: SS-N-19 Shipwreck)
- Kh-22
- Kh-31A
- Kh-35 — (GRAU 3M24, SS-N-25 Switchblade)
- Kh-59 — (protivmorske varijante AShM)
- P-750 Grom (GRAU: 3M25,[19] NATO: SS-N-24 Scorpion, Kh-80)
- P-800 Oniks (GRAU: 3M55, NATO: SS-NX-26 Oniks/Yakhont)
- K-300P Bastion-P
- PJ-10 BrahMos – Supersonična krstareća raketa (290 km (180 mi)) koju su zajedno razvile Indija i Rusija od SS-NKS-26.
- P-900 (GRAU: 3M51,[20] NATO: SS-N-27 Club) (ASW, ASuW i verzije za kopneni napad) [21]
- P-900 Alfa
- P-1000 Vulkan (GRAU: 3M70, NATO: SS-N-12 Mod 2 Sandbox)
- Raduga Kh-15 (NATO: AS-16 Kickback)
- RPK-2 Viyuga (NATO: SS-N-15 Starfish) (ASW)
- RPK-3 Metel (NATO: SS-N-14 Silex) (ASW with ASuW mode)
- RPK-6 Vodopad (NATO: SS-N-16 Stallion) (ASW)
- RPK-7 Vorobei (NATO: SS-N-16 Stallion) (ASW)
- RPK-9 Medvedka (NATO: SS-N-29) (ASW)
- 3M-54 Klub (NATO: SS-N-27A Sizzler)
- BrahMos-II
- Cirkon (raketa)
- Kh-47M2 Kinzhal[22][23][24][25] ALBM Kh-47M2 Kinžal koju nosi presretač Mikojan MiG-31K

## Severna Amerika

### Sjedinjene Američke Države
(Sve rakete zasnovane na radarskom navođenju osim ako nije drugačije naznačeno ..)
- AGM/RGM/UGM-84 Harpun raketa – Sjedinjene Američke Države; Napravio Boeing / McDonnell Douglas
- AGM-84H/K SLAM-ER (Standoff Land Attack Missile - Expanded Response) – Sjedinjene Američke Države; Napravio Boeing / McDonnell Douglas
- AGM-123 Skipper – Sjedinjene Američke Države; Razvijena od strane američke mornarice.
- BGM-109 Tomahawk (TASM verzija) & Block Va (Maritime Strike Tomahavk) [26] - Sjedinjene Američke Države; Napravio Raitheon / General Dinamics
- RIM-67 Standard – SAD, Raitheon (sekundarna uloga, SARH, više nije raspoređen)
- RIM-174 Standard ERAM/SM-6 – SAD, Raitheon (sporedna uloga) [27]
- AGM-158C LRASM — Trenutno razvija Lockheed Martin za DARPA.[28]

## Južna Amerika

### Argentina
- AS-25K
- MP-1000 Martín Pescador

### Brazil
- MANSUP